# Casal da Choca
O Casal da Choca é uma pequena localidade do ocidente da freguesia de Porto Salvo, em Oeiras. Espalha-se por uma das encostas da ribeira da Laje, sendo delimitada por esta, pela ribeira de Leião e a norte por Talaíde. A zona onde se insere sofreu uma urbanização extensa e de génese ilegal devido à expansão demográfica dos anos 60 e 70 do século XX em Portugal. Limita a norte com Talaíde, a leste com Porto Salvo (Bairro de Autoconstrução), a sudoeste com a Laje e a oeste com o Casal de Freiria, Polima e Vargem, e Conceição da Abóboda.